# Lipiny (województwo podkarpackie)
Lipiny – wieś w Polsce, położona w województwie podkarpackim, w powiecie dębickim, w gminie Pilzno.
| SIMC    | Nazwa        | Rodzaj    |
| ------- | ------------ | --------- |
| 0826013 | Gliny        | część wsi |
| 0826020 | Kozia Wola   | część wsi |
| 0826036 | Rędziny      | część wsi |
| 0826042 | Świąderka    | część wsi |
| 0826059 | Wygoda       | część wsi |
| 0826065 | Zajączkowice | część wsi |
| 0826071 | Żabieniec    | część wsi |
| 0826088 | Żurawiniec   | część wsi |

W latach 1954–1961 wieś należała i była siedzibą władz gromady Lipiny, po jej zniesieniu w gromadzie Pilzno. W latach 1975–1998 wieś administracyjnie należała do województwa tarnowskiego.
Wieś jest siedzibą rzymskokatolickiej parafii Matki Bożej Fatimskiej należącej do dekanatu Pilzno w diecezji tarnowskiej. W Lipinach znajduje się filia pilźnieńskiego Muzeum Lalek.